# 比拉 (利波韋茨區)
49°23′27″N 28°54′57″E / 49.39083°N 28.91583°E
比拉（烏克蘭語：Біла），是烏克蘭的村落，位於該國西南部文尼察州，由文尼察區負責管轄，處於維利尚卡河畔，始建於1584年，面積3.21平方公里，海拔高度269米，2001年人口629。